# Róbert Fazekas
Róbert Fazekas (18 de agosto de 1975) é um lançador de disco húngaro. Medalha de ouro no Campeonato Europeu de Atletismo de 2002, Fazekas havia terminado em primeiro nos Jogos Olímpicos de Verão de 2004, mas acabou sendo pego pelo exame antidoping e a medalha foi para Virgilijus Alekna.